# Náchod (zámek)
Náchod je hrad přestavěný na zámek ve stejnojmenném městě v Královéhradeckém kraji. Od svého založení v polovině 13. století do roku 1945 byl hlavním sídlem majitelů Náchodskeho panství. Od roku 2001 je chráněn jako národní kulturní památka. Je ve vlastnictví státu (správu zajišťuje Národní památkový ústav) a je přístupný veřejnosti.

## Historie
Na strategicky významném místě – hřebeni Orlických hor – si dal Hron z rodu Načeraticů okolo roku 1250 zbudovat hrad, který měl chránit zemskou stezku z Prahy do Polska. Hrad byl jeho synovi Ješkovi roku 1316 za vzpouru proti králi Janovi Lucemburskému zabaven a předán Berkům z Dubé a Lipého. Koncem 14. století patřil Jetřichovi z Janovic, po jeho smrti roku 1412 král Václav IV. udělil hrad Jindřichu Leflovi z Lažan, který byl roku 1414 jmenován hejtmanem ve Vratislavi a náchodské panství postoupil Bočkovi z Kunštátu a Poděbrad. Hrad byl v průběhu času rozsáhle opevněn a několikrát přestavován. Mezi často se měnící majitele hradu patřili čeští králové Jan Lucemburský a Jiří z Poděbrad nebo jeho syn Jindřich I. starší z Minsterberka.

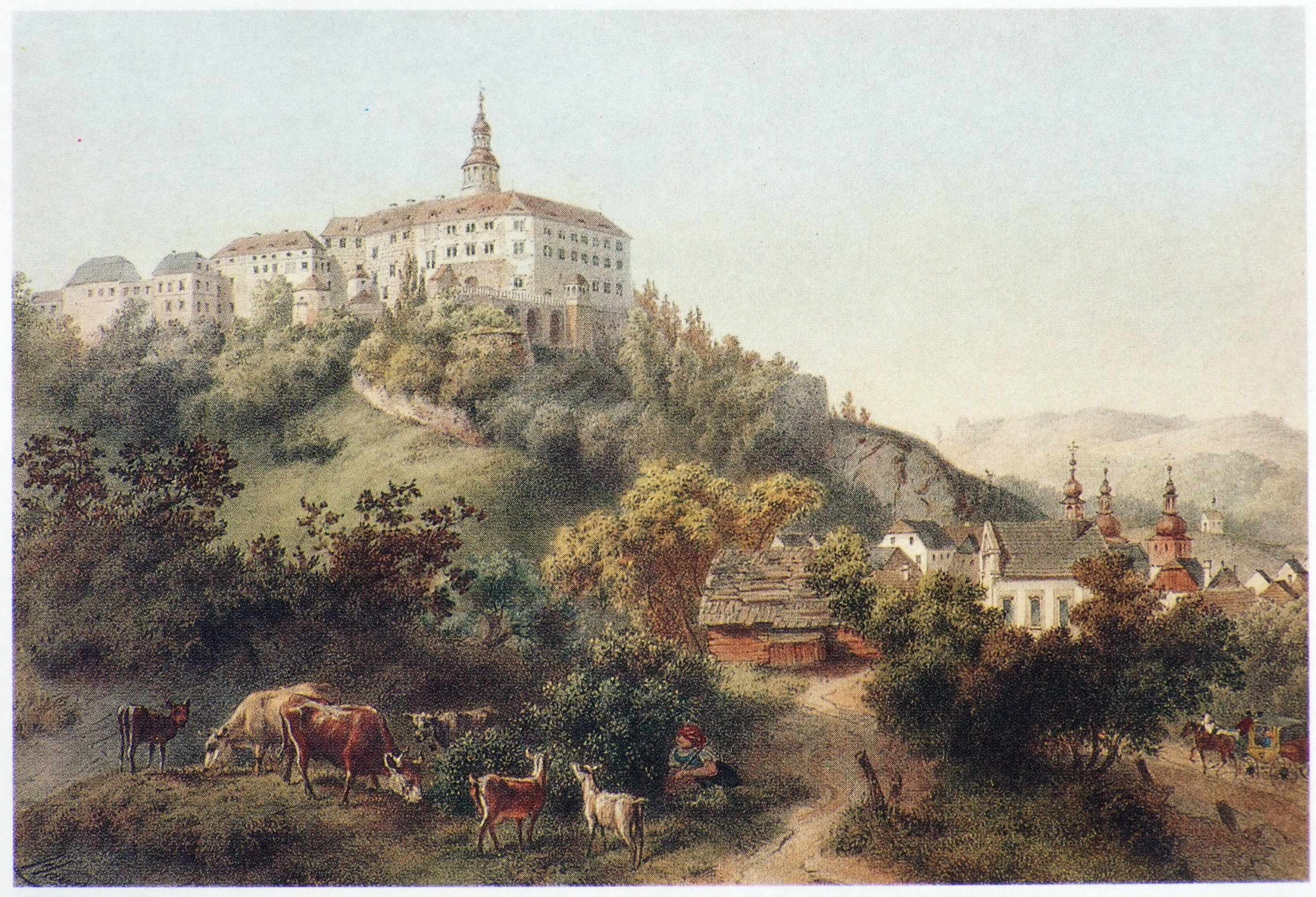
Zámek v roce 1867

Roku 1544 získal Zikmund I. Smiřický ze Smiřic († 1548) město Náchod. Jelikož tento protestantský rod, ze kterého Zikmund pocházel, tehdy zastával četné zemské a dvorní úřady, nevyhovoval hrad jejich společenským a reprezentačním nárokům. Proto byl hrad za Václava Smiřického ze Smiřic a Albrechta Václava Smiřického ze Smiřic v letech 1554–1614 přestavěn na renesanční zámek. Po smrti Albrechta Václava v roce 1614 získal zámek Albrecht Jan Smiřický ze Smiřic (1594–1618) z hruboskalské linie rodu, který byl utrakvista a přidal se v letech 1617–1618 na stranu zimního krále Bedřicha Falckého. Albrecht Jan Smiřický ze Smiřic se navíc osobně podílel na pražské defenestraci, brzy po ní však zemřel. Jeho starší sestra Markéta Saloména majetek obhájila, protože se vdala za Jindřicha Slavatu z Chlumu a Košumberka, jako vdova roku 1620 uprchla s Fridrichem Falckým. Proto přišla po bitvě na Bílé hoře o svá panství, zdědil je její slabomyslný bratr Jindřich Jiří Smiřický (1592–1630) s poručníkem Albrechtem z Valdštejna. Ten roku 1623 panství Náchod i se zámkem prodal Trčkům z Lípy.
Po zavraždění hraběte Adama Erdmanna Trčky z Lípy a jeho švagra Albrechta z Valdštejna roku 1634 v Chebu, odměnil císař Ferdinand II. náchodským panstvím svého generála Octavia Piccolominiho. Ten tu ovšem nežil, odstěhoval se sem teprve po smrti své ženy, když se podruhé oženil, a to s vévodkyní Marií Sasko-Lauenburskou. S ní v letech 1650–1656 zahájil barokní přestavbu zámku. Rozšířil stavbu o opevnění podle koncepce Giovanni Pieroniho a Piccolominiho křídlo se zámeckou kaplí podle projektu Carla Luraga. Alianční rodové erby obou manželů dodnes vyznačují jejich stavby na portálech. Dále sem Piccolomini přestěhoval gobelíny ze svého bruselského paláce a pověřil vlámského malíře Pietera Snayerse vyhotovením dvanácti velkoplošných maleb bitev k výzdobě náchodského zámku. Plátna připomínají vojenské úspěchy Piccolominiů ve třicetiletá válce a dnes se nacházejí v Heeresgeschichtliches Museum ve Vídni. Založil rovněž rodovou portrétní galerii, jež z větší části na zámku zůstala, jen jeden Octaviův portrét se dostal do Národní galerie v Praze. V otcově tradici zde pokračoval jeho adoptivní syn Giuseppe Silvio Piccolomini, který roku 1644 zahynul v bitvě u Jankova. Ve stavbě pokračovali další členové rodu až do roku 1730.
V náchodském zámku byli vězněni a mučeni stoupenci Jednoty bratrské, když byli v rekatolizovaném Náchodě dopadeni při útěku ze země. V archivu Českého Rixdorfu (Berlín) je uloženo svědectví exulantky Anny Jílkové (* 1710 Žďárky) uvězněné v zde kolem roku 1733.
Po vymření rodové větve Piccolomini-Pieri roku 1783 měli Náchod několik let v držení Desfoursové, od nichž jej koupil známý milovník umění vévoda Petr Kuronský, který zde nechal zřídit zámecké divadlo. Po jeho smrti v roce 1800 zámek Náchod zdědila jeho dcera, vévodkyně Kateřina Vilemína Zaháňská. Po její smrti její sestra Pavlína, provdaná kněžna z Hohenzollern-Hachingen roku 1840 zámek Oktaviánovi Lippe, ten jej roku 1842 prodal německému knížecímu rodu Schaumburg-Lippe (Jiří Vilém ze Schaumburg-Lippe). Jiří Vilém tento zámek s celým panstvím koupil pro svého druhorozeného syna Viléma, který ho po smrti otce roku 1860 zdědil. Panství po princi Vilémovi převzal jeho druhorozený syn Bedřich ze Schaumburg-Lippe.

### Pozemková reforma

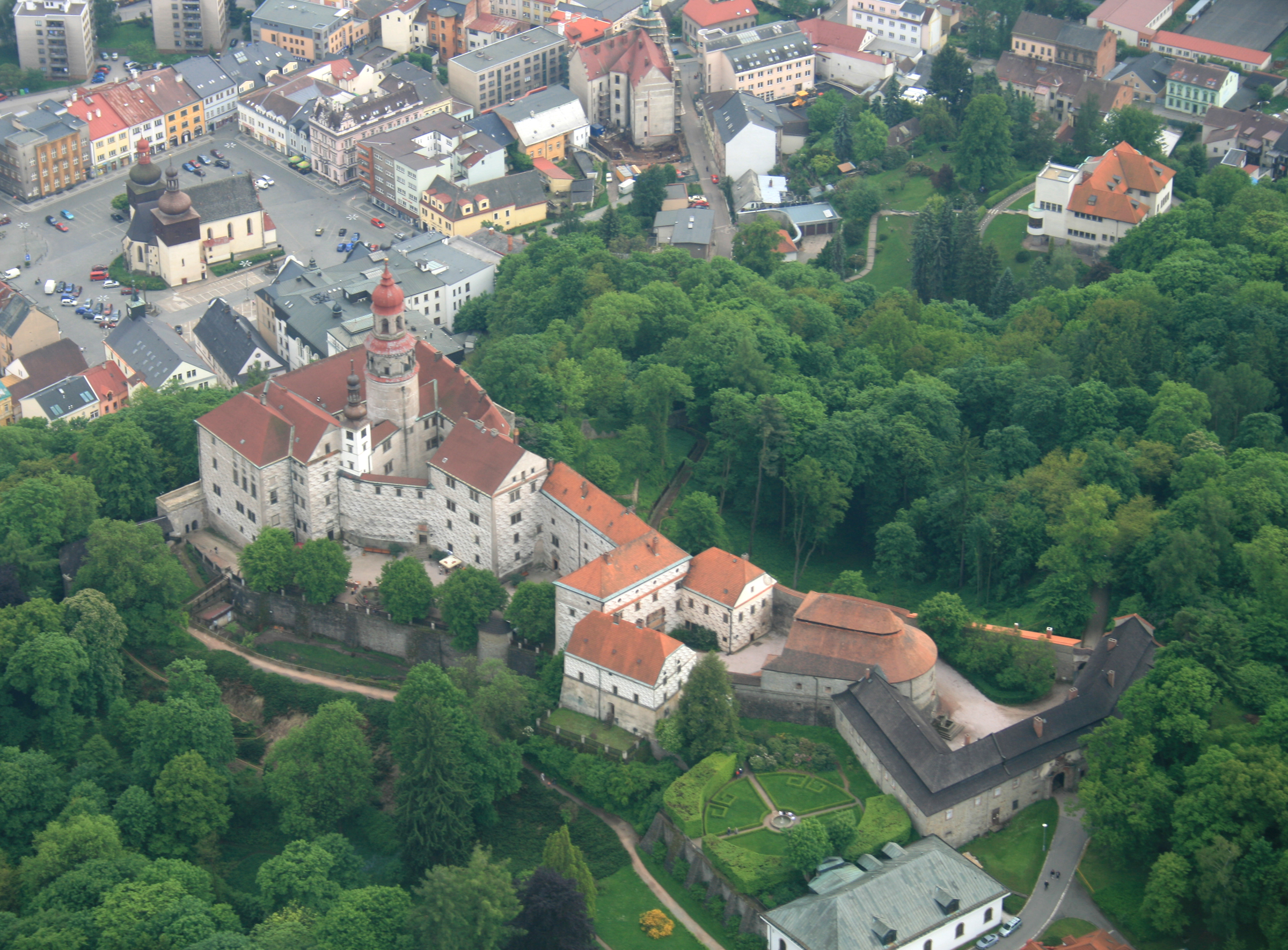
Letecký pohled na zámek

V roce 1921 byl majetek rodu Schaumburg-Lippe zařazen do první etapy pozemkové reformy, na velkostatku Náchod se jednalo o statky Náchod, Třtice, Lhotky do 50 % výměry, velkostatek Mizkolesy do 50 % výměry, velkostatek Chvalkovice se dvorem Třebešov do 50 % výměry. V březnu 1923 bylo zahájeno na velkostatku Náchod přídělové řízení, jehož předmětem se stala část velkostatku Náchod, a to část dvorů: Lhotky, Miskolezy, Chvalkovice, Třebešov, ležící svými pozemky v katastrálních obcích: Chvalkovice, Kramolna, Lhotky, Malá Skalice, Miskolezy, Náchod, Třebešov, Třtice, Vysokov, Zájezd, soud. okresu Jaroměř, Náchod, Čes. Skalice, polit. okresů Dvůr Králové a Náchod. Celková výměra přejímaných pozemků činila 275,25 ha, z toho polí 243,09 ha, luk 14,16 ha, zahrad 8,59 ha, pastvin 5,27 ha, lesů 0,83 ha, ostatní půdy 3,31 ha.
Zbytkový statek Lhotky (30 ha) byl odprodán za přídělovou cenu 160 000 Kč, zbytkový statek Malá Skalice (50 ha) za přídělovou cenu 300 000 Kč, zbytkový statek Třebešov (58 ha) za přídělovou cenu 400 000 Kč, zbytkový statek Chvalkovice (52 ha) za přídělovou cenu 280 000 Kč a zbytkový statek Rýzmburk (30 ha) za přídělovou cenu 120 000 Kč.
V roce 1945 byl velkostatek Náchod se zámkem československým státem konfiskován a zámek přešel do majetku státu. Bedřich ze Schaumburg-Lippe zemřel 12. prosince 1945 v Polsku (Kudowa-Zdrój) a jeho tělo bylo pohřbeno na hřbitově v Náchodě.

## Věž
Velká věž sloužila jako hlavní obranná struktura hradu. Tomu byly uzpůsoben její návrh (šířka stavby 11 metrů, průměrná síla zdi 3,5 metru). Opakovaně (1570, 1721) byla zasažena a poškozena bleskem. Při opravě v 17. století byla vybavena ochozem a dvěma lucernami s bání. Při opravě po druhém zásahu přišla o nejvyšší patro.

## Interiéry a sbírky
| Rok  | Počet návštěvníků |
| ---- | ----------------- |
| 2015 | 41 792            |
| 2016 | 44 179            |
| 2017 | 40 168            |
| 2018 | 40 003            |

Významné jsou renesanční a raně barokní malby na trámových stropech, sgrafitta a fresková výmalba v několika sálech, k autorům barokní výzdoby patřil například Fabián Hárovník. K obnovení zabílených a štukem překrytých děl došlo v letech 1973–1978. Dále se dochovala portrétní galerie rodové větve Piccolomini-Pieri a jiné panské portréty, mj. rodiny Schaumburg-Lippe nebo ruské carevny Kateřiny II. Unikátní je soubor bruselských gobelínů z cyklu Život na panském sídle.
Interiér zámecké kaple podle projektu Carla Luraga vyzdobili italští mistři: kameník Giovanni Battista Spinetti, sochař Carlo Serena, štukatéři A. Cyrus a Domenico Rossi.